# TNCニュースレポート11:30
『TNCニュースレポート11:30』（ティーエヌシーニュースレポートいちいちさんまる）は、1982年4月1日から1987年10月2日までテレビ西日本で放送されていた昼のニュース番組である（『FNNニュースレポート11:30』の福岡県ローカルパート扱い）。正式タイトルは「FNNニュースレポート11:30 TNC」である。協力：西日本新聞。

## 概要
この番組以前に同局で放送されていた『FNN西日本新聞ニュース』の後番組としてスタート。番組はフジテレビ発の全国ニュース『FNNニュースレポート11:30』を放送していたほか、福岡県内のニュースと天気予報を伝えていた。
番組の終了後、替わって『FNNニューススピーク TNC』がスタートした。

## 放送時間
- 月曜日 - 金曜日 11:30 - 12:00 （1982年4月1日 - 1987年10月2日）

## メインキャスター
- 安藤正春（当時TNCアナウンサー）
- 高橋幸平（当時TNCアナウンサー）

## 備考
オープニングタイトルは、当時TNCの社屋（福岡市南区高宮）の空撮映像が使われていた。